# 第三十一航空隊
第三十一航空隊（だいさんじゅういちこうくうたい）及び昭和17年（1942年）11月1日に改称した第九五四海軍航空隊（だい954かいぐんこうくうたい）は、日本海軍の部隊の一つ。太平洋戦争序盤から終盤までマニラを拠点にフィリピン航路の防衛を担当し、時はゲリラの掃討にも従事した。
隊名が類似している第三一海軍航空隊とは関連が無い。本航空隊の呼称を「第三十一海軍航空隊」、または「第三一航空隊」などとしている文献があるが、これらの呼称は誤りである。

## 沿革
フィリピン上陸戦が進捗したため、主力航空部隊である第十一航空艦隊は、第二次侵攻作戦のために蘭印方面へ進出することとなった。一方、本隊から断絶して組織的抵抗を断念したアメリカ合衆国陸軍はゲリラ戦に移り、現地住民のゲリラと帯同して散発的な戦闘を繰り返した。これに対応すべく、第三艦隊は自由に使用できる附属航空隊を改編し、局地戦に対応した第三十一航空隊を編成し、残敵掃討・対潜哨戒任務に当たらせた。
- 昭和17年（1942年）

2月1日　第三艦隊隷下「比島部隊」所属機を捻出し、マニラで開隊。第三遣艦隊附属。（艦上爆撃機8）。
4月10日　第三艦隊を第三南遣艦隊に改編、第三十一根拠地隊附属。
4月10日　コレヒドール島要塞を爆撃、マニラ湾の封鎖管制を開始。
4月23日　パラワン島でゲリラ掃討。
　　　　　　　　　以後、フィリピン各地で船団護衛・対潜哨戒・ゲリラ掃討に従事。
6月30日　第三南遣艦隊附属に改編。
9月10日　ガダルカナル島争奪戦の激化にともない、ラバウルへの進出を下令。
　　　　　　　　　ラバウルでの活動は資料が少ないが、主力艦爆隊である第二航空隊指揮下で活動をともにしたと考えられる。
10月頃　原隊復帰命令（詳細日不明）。第九五六海軍航空隊と交代。
11月1日　「第九五四海軍航空隊」に改称。
12月1日　編成を全面変更。艦爆隊を廃止し、艦上攻撃機隊に転換（定数、艦上攻撃機8）。
- 昭和18年（1943年）

1月4日　マニラ湾内で対潜掃討。
2月7日　ベルデ水道で対潜掃討。
7月1日　零式観測機8機を追加。水上機隊は搭乗員18名（うち、予備2名）で構成された。
7月22日　零観隊、佐世保より台湾経由で比島に向けて出発。
7月25日　零観隊比島着。マニラに近いキャビテ湾のカナカオを基地とする。以後、九〇一空に編入されるまでカナカオに水上機隊本部を置く。
8月1日　カナカオ基地より船団護衛開始。
9月26日　ザンボアンガ方面でゲリラ掃討。
9月28日　パナイ島沖で艦攻隊が対潜掃討。米潜水艦シスコ（USS Cisco, SS-290）撃沈に貢献。
12月28日　ルソン島中部西岸のサンフェルナンド基地（リンガエン湾北）に使用開始、同日零式水偵8機比島進出（搭乗員24名）。
- 昭和19年（1944年）

1月15日　補充の零観9機（搭乗員18名）比島進出。
3月頃　タウイタウイ島の警戒に出撃。
5月22日　セブ島派遣隊の水偵が米潜水艦ブルーギル（USS Bluegill, SS-242）を損傷させる。
10月頃　リンガエン湾南西のマシンロック基地を使用する。
10月20日　レイテ島に米軍上陸、レイテ沖海戦やフィリピン地上戦に対応し、各地で作戦に従事。
11月　多号作戦の船団護衛に参加。
12月15日　カナカオ基地、稼動全力の零観2機でミンドロ島サンホセの米軍上陸地点を夜間爆撃、2機ともに帰還するも対空砲火で大破。
- 昭和20年（1945年）

1月1日　第九〇一海軍航空隊に編入。
1月7日　サンフェルナンド基地にて出撃準備中、空襲、及び艦砲射撃により零観5機炎上。（米軍リンガエン湾上陸）
1月8日　マシンロック基地の零観3機が台湾へ脱出。
2月末　カナカオ基地員・搭乗員はツゲカラオに向け行軍、ツゲカラオに飛来した輸送機で脱出するも1番機は撃墜される。2番機、台湾着。
艦攻隊はフィリピンのニコルス、ダバオを基地とし、零観、零水偵を装備する水上機隊はキャビテのカナカオ基地を中心とし、比島各地に展開し船団護衛に従事した。カナカオ以外の水上機基地はいずれも簡素なものであり、各基地間の通信は水偵の搭載無線で行った。フィリピン戦で機体が払底し、昭和20年1月1日に九〇一空に編入されているが、直後に米軍のリンガエン湾上陸があり現地情勢は混乱しており、実態は九〇一空の名目上の分遣隊に過ぎなかった。比島各地に点在していた残留隊員は台湾への脱出がかなわなかった第一航空艦隊・第二航空艦隊の地上要員と同様に地上戦に巻き込まれ、多くは振武集団などに合流し、フィリピンの戦いに参加する事になる。

## 主力機種
- 九九式艦上爆撃機…新編時の主力機
- 九七式艦上攻撃機…改編時の主力機
- 零式水上観測機…船団護衛の主力
- 零式三座水上偵察機…追加投入

## 隊司令
- 峰松巌 中佐：1942年2月1日[2] - 1942年8月25日[3]
- 海東啓六 中佐：1942年8月25日[3] - 第九五四海軍航空隊司令 1942年11月1日[4] - 1943年9月23日[5]
- 竹田六吉 大佐：1943年9月23日[5] - 1943年12月1日[6]
- 中込由正 中佐：1943年12月1日[6] - 1945年1月1日[7]